# José Miguel Lanza
José Miguel Lanza (Coroico, Imperio español; 1779, 1781 o 1791 - Chuquisaca (hoy Sucre), Bolivia; 30 de abril de 1828) fue un militar altoperuano, jefe militar en la guerra de Independencia de Bolivia, caudillo de la republiqueta de Ayopaya y guerrillero del Ejército Auxiliar rioplatense. Fue uno de los muy pocos caudillos que sobrevivieron a la interminable guerra de independencia de Bolivia, y también uno de los pocos en firmar el acta de independencia. Presidió la sala de la Asamblea General Deliberante del Alto Perú en la moción sobre la Independencia del Alto Perú en la 11.º sesión del 4 de agosto de 1825.

## Primeros años
Nació en Coroico, en la región de Los Yungas, era hijo de Martín García Lanza y su segunda esposa, Manuela Aparicio. Su familia la formaban ricos propietarios yungueños e incluía a sus medio hermanos mayores Manuel Victorio y Gregorio García Lanza, hijos de su padre con su primera esposa, Nicolasa Mantilla.
La familia Lanza mantenía su buena posición a través de sus haciendas de coca donde tenía a más de 180 indígenas en estado de servidumbre.
Estudió en la ciudad de Nuestra Señora de La Paz, luego fue enviado a estudiar a Córdoba, pero no culminaría sus estudios, retornando a La Paz.

## La revolución de La Paz
En mayo de 1809 se produjo en Charcas la llamada revolución de Chuquisaca. Inspirado por ese antecedente, el pueblo de La Paz se lanzó a una revolución mucho más profunda, con pretensiones de independencia, en el mes de julio. Nombraron un gobierno propio, conocido como Junta Tuitiva. Los revolucionarios fueron sangrientamente aplastados por el general José Manuel de Goyeneche, enviado por el virrey del Perú.
José Miguel Lanza estaba estudiando en Córdoba, cuando sus medio hermanos fueron ejecutados en La Paz por participar en la revuelta.

## El Ejército del Norte
A fines de 1810 se unió al Ejército del Norte, al que acompañó en su campaña por el Alto Perú hasta la derrota en la batalla de Huaqui. 
El 2 de junio de 1812, en compañía de Baltasar Cárdenas, Alejo Castillo y 1300 soldados atacaron el pueblo de Sica Sica donde se encontraba un regimiento realista de 800 soldados al mando del coronel español Joaquín Revuelta. Lanza es herido en una pierna y sus fuerzas son derrotadas.
Lanza retrocedió hacia Jujuy, y también participó del Éxodo jujeño. Combatió en las batallas de Tucumán y Salta, y regresó a su provincia nativa en 1813.
Organizó una republiqueta en la región de Ayopaya, al noreste de La Paz, una zona de montañas abruptas y selváticas, muy difícil de atacar. Tras la derrota en la batalla de Ayohuma, fue uno de los líderes militares que mantuvo en constante alarma al ejército realista, con lo que facilitó y colaboró con el regreso al Alto Perú del Ejército del Norte.
En 1815 se reincorporó al Ejército del Norte, con buena parte de sus soldados, pero el general Rondeau no les permitió incorporarse como tropas regulares, considerando que, por ser indígenas, no estaban capacitados para ello. Por ello fueron utilizados como tropas auxiliares, y separados del Ejército antes de la batalla de Sipe-Sipe.
Al frente de sólo una parte de sus hombres, se retiró junto con los restos dispersos del Ejército hacia el sur, terminando por unir sus fuerzas con las del gobernador de la provincia de Salta, Martín Miguel de Güemes. Este lo ascendió al grado de coronel.

## La Republiqueta de Ayopaya
En noviembre de 1816 avanzó hacia el norte, pero perdió casi todos sus hombres en Mojo, al día siguiente de la derrota y captura en Yavi del famoso Marqués de Yavi. Debió regresar a Salta, donde permaneció a órdenes de Güemes.
En 1821 fue enviado por Güemes a coordinar con el jefe de la guerrilla de Ayopaya, Manuel Chinchilla, una operación para unir a sus fuerzas a soldados desertores del ejército realista. Como esta fracasó, Güemes ordenó que Lanza reemplazara a Chinchilla como jefe de la republiqueta; la negativa de Chinchilla terminó en una revuelta interna, saldada con su fusilamiento. Desde entonces fue el jefe de Ayopaya, la última republiqueta en armas.
Mantuvo la rebelión en las poblaciones, muy desalentadas tras los fracasos de diez años de lucha, e hizo varias incursiones sobre La Paz y Cochabamba. No logró obtener victorias apreciables, pero permaneció en armas contra los realistas por todo el tiempo que duró la guerra de independencia. Varias veces, los realistas intentaron atacar Ayopaya, pero solo lograron destruir algunos poblados vacíos y capturar mujeres, niños y ancianos.
En 1821 y 1822, cuando el general José de San Martín organizó las campañas de "Puertos Intermedios" desde Lima, contaba con la ayuda de Lanza para extender la zona libertada. Pero las tres campañas fueron otros tantos fracasos. En buena parte, las derrotas se debieron a que no coordinaron bien sus acciones con Lanza, que contaba con 600 hombres. La última de las campañas, dirigida por Andrés de Santa Cruz, logró ocupar Oruro con fuerzas al mando de Agustín Gamarra, en las que participó Lanza con algunos de sus guerrilleros. Debieron retirarse apresuradamente cuando Santa Cruz abandonó la región del Lago Titicaca.
Los realistas lograron casi un año de paz firmando una capitulación con Lanza, con la que le reconocían el derecho a no ser atacado en su reducto.
En octubre de 1823 se atrevió a hacer frente abiertamente al general Pedro Antonio Olañeta, pero fue vencido por completo en Falsuri. Poco después se unió a sus fuerzas el después presidente José Ballivián.
Al año siguiente, un grupo de oficiales patriotas tomados en la sublevación del Callao fueron conducidos presos a La Paz. Lograron fugarse en el camino, pero fueron recapturados; el jefe que los capturó decidió ejecutarlos en la villa de Coroico, pero Lanza atacó el poblado y logró liberarlos.

## Formación de Bolivia
A principios de 1825, después de la batalla de Ayacucho, la última defensa realista quedaba en manos de Olañeta y sus fuerzas. Lanza avanzó sobre La Paz y venció a la guarnición, que en gran parte se pasó a sus filas. Poco después, recibió allí al general Sucre, y fue nombrado comandante del ejército local.
Fue uno de los firmantes del acta de declaración de Independencia de Bolivia. Fue también ministro y gobernador de La Paz durante el gobierno de Sucre, que lo ascendió a general.
En abril de 1828 estalló un motín en Chuquisaca , en que fue herido Sucre. Lanza pretendió sofocarlo, pero fue muerto en el intento. Ese motín llevaría, unos días más tarde, a la renuncia del presidente Sucre.
Lanza murió el 30 de abril de 1828, mientras sofocaba el motín de Chuquisaca, el mismo en que fue herido el presidente Sucre, y que causó más tarde su renuncia.